# Carl Toms
Carl Toms (Kirkby-in-Ashfield, 29 maggio 1927 – Hertfordshire, 4 agosto 1999) è stato uno scenografo e costumista britannico.

## Biografia
Carl Toms nacque nel Nottinghamshire, figlio di due sarti. Dopo aver prestato servizio nel Royal Army durante la seconda guerra mondiale si immatricolò al Royal College of Art, dove fu allievo di Cecil Beaton. Successivamente si perfezionò alla scuola dell'Old Vic con Margaret Harris, George Devine e Michel Saint-Denis; fu Harris a presentarlo a Oliver Messel, di cui fu apprendista dal 1952 al 1957.
Dopo aver collaborato con Messel in vari allestimenti della Royal Opera House e del Glyndebourne Festival Opera, Toms cominciò a lavorare da solo nel mondo dell'opera e del teatro musicale. Nel 1960 curò costumi e scenografie della prima mondiale di Sogno di una notte di mezza estate di Benjamin Britten al Festival di Aldeburgh. Nel 1970 esordì a Broadway e cinque anni più tardi vinse il Drama Desk Award e il Tony Award per la migliore scenografia per Sherlock Holmes. Di ritorno a Londra fu scenografo di numerosi allestimenti dell'Old Vic e del National Theatre, per cui progettò le scenografie di numerose opere teatrali del XVI e XVII secolo, tra cui Amleto, Edoardo II e La moglie provocata, per cui vinse il Premio Laurence Olivier nel 1981.
Oltre al lavoro sulle scene, Toms si dedicò ad altri progetti: nel 1969 fece da consulente in occasione dell'investitura del Principe di Galles e negli anni ottanta fu progettista e decoratore d'interni durante i restauri di numerosi teatri, tra cui il Theatre Royal di Bath e il Cambridge Theatre di Londra. Dopo aver concluso la parentesi architettonica nel 1990, tornò a dedicarsi a tempo pieno al teatro e progettò le scenografie dei drammi Tre donne alte e Un equilibrio delicato, portati in scena a Londra rispettivamente nel 1994 e nel 1997. Particolarmente significativo nel corso della sua carriera fu il sodalizio artistico con Tom Stoppard, che lo portò a disegnare le scenografie delle prime mondiali di I mostri sacri, Indian Ink, Night and Day, The Real Thing, Gli acrobati e Hapgood.
Morì di enfisema nell'Hertfordshire all'età di 72 anni nel 1999.

## Filmografia parziale

### Costumista
- Un milione di anni fa (One Million Years B.C.), regia di Don Chaffey (1966)
- Femmine delle caverne (Slave Girls), regia di Michael Carreras (1967)
- Luna zero due (Moon Zero Two), regia di Roy Ward Baker (1969)
- Quando i dinosauri si mordevano la coda (When Dinosaurs Ruled the Earth), regia di Val Guest (1970)

### Scenografo
- ITV Play of the Week - serie TV, 3 episodi (1959-1963)